# Лос-Сантос (Grand Theft Auto)
Лос-Сантос (англ. Los Santos; також Місто святих, Булімічна столиця США, Місто грішників) — вигадане місто, столиця вигаданого штату Сан-Андреас, у відеогрі Grand Theft Auto: San Andreas та Grand Theft Auto V. Прототипом Лос-Сантоса є місто Лос-Анджелес, штат Каліфорнія, через що ці міста мають велику кількість спільних рис. Крім того слово «Лос-Сантос» іспанською мовою означає «святий», чим схоже на прізвисько справжнього міста Лос-Анджелес — «Ангели». Лос-Сантос складається з абсолютно різних районів, починаючи від найбідніших, з високим рівнем злочинності і закінчуючи бізнес-районами з великою кількістю хмарочосів та дорогих автомобілів. Саме з цього міста починається сюжет гри.

## Географія
Згідно легенди, Лос-Сантос найбільше місто штату Сан-Андреас і знаходиться в південно-східній його частині. Місто складається з 32 районів, у яких знаходяться кіно-і телевізійні студії, багатомільйонні помістя, гетто, міжнародний аеропорт та ін. Зокрема, Гантон на сході, Східний Лос-Сантос і Лас-Колінас на північному сході є бандитьськими районами. Вілловфілд і Ель-Корона на південному сході і Айдлвуд на сході є районами бідняків. А райони Малхолланд, Вайнвуд і Родео є найбагатшими районами Лос-Сантоса і відповідають потребам вищого класу громадян. Вони мають велику кількість хмарочосів, підприємств високого класу і роздрібних магазинів.

Мапа Лос-Сантосу в Grand Theft Auto: San Andreas

Також Лос-Сантос оточують чотири селища з великими площами полів та лісів:
- Блуберрі на заході. В ньому знаходиться велика фабрика.
- Монтгомері на півночі. Знаходиться між Лос-Сантосом і Лас Вентурасом.
- Діллімор між Монтгомері та Лос-Сантосом.
- Паломіно-Крік: на північному сході від Лос-Сантоса, з видом на пляж «Фішер Лагун».

## Сюжет
У Лос-Сантосі розпочинається та завершується сюжетна лінія. Тому її розподілено на два етапи.

### Початок гри
Карл повертається після п'ятирічної відсутності з Ліберті-Сіті. Просто з таксі його зупиняють Тенпенні і Пуласкі, «вішають» вбиство, конфісковують гроші та речі та викидують на території Баллас. Карл їде додому і бачить, що його банда, що колись контролювала Гантон та Східний Лос-Сантос, тепер має лише Гроув Стріт. До того ж, колишня дружня банда розкололася на три ворожих одна до одної. А брати звинувачують Карла у від'їзді у важливий момент, втечі від проблем…

### Перший етап
Поступово Карл відновлює своє місце в банді, серед братів, і його банда повертається на карту. Він атакує Баллас, і останні поступово розуміють, що банда Орандж Гроув повернулася. Паралельно Біг Смоук переїздить жити в інший район, і його місії аж ніяк не стосуються справ банди. А Райдер концентрується на постачанні якісної зброї. Також Карл допомагає Оуджи Локу у його музичній кар'єрі, для чого викрадає музичну вантажівку, книгу рим Медд Доґа (одна з причин депресії останнього), вбиває міського менеджера та влаштовує вечірку. Під час вечірки банда Орандж Гроув завдає ще одного удару по Баллас. По ходу справи Карл виконує два завдання для Тенпенні та знайомиться з Цезарем, любителем нелегального стріт-рейсінгу; Карл виграє перегони у Лос-Сантосі. Після цього всього Світ та Карл починають захоплювати території у ворожих банд, вбивають лідера банди Баллас. Потім відбувається перемир'я між ворожими підбандами Орандж Гроув, вони знову об'єднуються. Справи йдуть вгору. Але тим часом Райдер та Біг Смоук вже перейшли на сторону ворогів, об'єдналися із Тенпенні та планують зрадити Карла і Світа та схопити їх. Світ про це ще не знає і планує масштабну стрілянину під перехрестям Малхолланд, щоб ущент розгромити Баллас. Вони домовляються з Карлом, що той під'їде пізніше. Після виходу з будинку Карлу дзвонить Цезар та наказує негайно їхати до деякого місця під фрівеєм. Там зі сховища Карл спостерігає Тенпенні, Райдера та Біг Смоука біля машини, з якої було вбито мати Карла. Він шокований. І негайно їде до перехрестя. Але вже пізно. Світа поранено та відправлено до в'язниці, а Карла схопили та вивезли до селища Ейнджел-Пайн з наказом не повертатись у Лос-Сантос.
Далі: Сюжетна лінія у місті Сан-Фієрро; Сюжетна лінія у місті Лас-Вентурас

### Другий етап
Після подій у Лас-Вентурасі Карл негайно повертається до Лос-Сантосу та відвойовує особняк Медд Доґа. Після цього він виконує завдання Торено викрасти з авіаносця винищувач і знищити чотири човни. Карл ледве не гине, до того ж Торено залишає Карла сам на сам з винищувачем (англ. «I don't know what you're talking about - you stole it»), тому останній більше не збирається працювати на Торено. Трохи пізніше Торено знову з'являється у студії та повідомляє, що Світа звільнено, і просить Карла підібрати його. Карл пропонує братові переїхати до особняка Медд Доґа та жити пишно, але той відмовляється. Він бажає повернутися у розгромлений район Гроув Стріт і відновити Орандж Гроув на карті. Але коли вони приїздять до району і бачать, що змінилося, і навкруги наркодилери, сам Світ ледве не приймає наркотик. Карл його зупиняє. Починається тяжка праця по відновленню втрачених територій. Спочатку це здається неможливим, але поступово брати відвойовують рідний мікрорайон Гроув Стріт і виганяють наркодилерів. Потім вони повертають міський парк, атакують Біг Біар, що перейшов до Баллас, і його слуга відмовляється бути наркоманом та повертається до банди. Далі вони повертають Айдлвуд. Тим часом Карл відновлює кар'єру Медд Доґа, остаточно знищивши кар'єру Оуджи Лока, повернувши [Медд Доґу] колись вкрадену книгу рим. Тим часом міський суд виправдовує Тенпенні, і в місті починається бунт. Далі Карл відвойовує район Цезаря, який захопила банда Вагос, але щоб дізнатися, де приховується Біг Смоук, необхідно мати більш-менш значний контроль над вулицями міста. Так поступово до банди Орандж Гроув повертаються землі, колись вже завойовані. Після досягнення певної межі (35 % територій) члени інших банд «почали говорити» і розповіли, де перебуває Біг Смоук. Світ і Карл їдуть до фортеці Біг Смоука. Просуваючись залами, які наповнені бандитами з різних банд, наркодилерами, Карл знаходить кімнату, де відпочиває Смоук, і вбиває його. У цей час з'являється Тенпенні і намагається вбити Карла, але той хитрістю уникає смерті і втікає. Тенпенні спричинює пожежу у будинку, але Карл встигає вибігти звідти. Після довгої погоні містом за поліцейським останній потрапляє у дорожньо-транспортну пригоду — падає з моста — і вмирає. На цьому сюжетна лінія гри завершується.

## Банди

### Всесвіт 3D
Загалом у місті присутні 5 кримінальних угруповань.
Grove Street Families (укр. Сім'ї з Гроув-стріт) — афроамериканська вулична банда з Лос-Сантоса, яка є угрупуванням-протагоністом у грі, оскільки Карл Джонсон, головний герой, є шановним членом банди та братом її лідера, Шона Джонсона. Розпізнавальний колір банди – зелений.
За кілька років до подій гри Grove Street Families була не просто бандою, а альянсом із трьох підгрупувань. Таку назву альянс отримав, оскільки сформувався на вулиці Гроув-стріт. Відомо, що з 1987 до 1992 року в альянсі стався розкол, і підгрупування Temple Drive Families та Seville Boulevard Families відокремилися від альянсу. Після цього Grove Street Families перестала бути альянсом банд та стала просто бандою.
Раніше цей альянс банд вважався найсильнішим у місті, але коли через смерть свого молодшого брата в Ліберті-Сіті поїхав Карл Джонсон, протагоніст гри і один з лідерів банди, справи пішли погано.
Заклятим ворогом Сімей із Гроув-стріт є інший афроамериканський альянс банд — Ballas. Також Grove Street Families ворогує із мексиканською бандою Los Santos Vagos. У процесі сюжету налагоджує союзницькі відносини з іншим мексиканським угрупуванням Varrios Los Aztecas.
Grove Street Families і Varrios Los Aztecas позиціонуються як найбільш правильні банди, оскільки вони виступають проти торгівлі важкими наркотиками, наприклад, як крек-кокаїн.
Поза місіями бандити з Grove Street Families їздять на автомобілях Savanna, Voodoo та Greenwood. Спочатку поза місією члени угруповання озброєні лише пістолетами, а після пограбування складів армії члени банди на додаток отримають напівавтомати Tec-9. Якщо ж Сі-Джей зафарбує всі 100 графіті на вулицях Лос-Сантоса, то ці дві вогнепальні зброї у Сімей із Гроув-стріт будуть замінені ножами, Desert Eagle та SMG.
Відомо, що в ранніх версіях гри цей альянс банд звався Orange Grove Families.
Основними членами банди є:
- Шон Джонсон (Світ) - лідер банди.
- Карл Джонсон (Сі-Джей) - брат Світла і молодший бос банди, головний протагоніст гри.
- Мелвін Харріс (Біг Смоук) — раніше впливовий член банди.
- Ленс Вілсон (Райдер) — раніше впливовий член банди.

Підгрупування альянсу Grove Street Families до розколу:
- Grove Street Families — за кілька років до подій гри промишляла здебільшого Гетто Лос-Сантоса, але на початок гри контролює лише район Гентон; після розколу альянсу зберегла назву Grove Street Families за собою.
- Seville Boulevard Families - промишляли до подій гри і промишляють на початок гри в районі Плайя-дель-Севіль.
- Temple Drive Families - промишляли до подій гри і промишляють на початок гри в районах Темпл і Санта-Марія-Біч.

Ballas (укр. Балласи) — афроамериканський альянс вуличних банд, який виступає в ролі головного угрупування-антагоніста у грі і є заклятим ворогом Grove Street Families і Карла зокрема. Члени банди носять одяг фіолетового кольору.
На початок гри Балласи є найбільшим і найсильнішим злочинним співтовариством в Лос-Сантосі, утримуючи під своїм контролем майже всю західну, центральну і південну частини міста, а також немаленькі території на Верона-Біч. Після місії "Зелений Сейбр" також захоплюють території Гроув Стріт. 
Балласи з головою залучені до торгівлі важкими наркотиками, а також, зважаючи на все, беруть активну участь у торгівлі зброєю.
На відміну від підгрупування Grove Street Families, підгрупування Ballas поводяться по відношенню один до одного мирно, і між ними не було помічено будь-яких конфліктів чи розбіжностей.
Крім Сімей з Гроув-стріт Балласи перебувають у поганих стосунках із Varrios Los Aztecas. Крім ворогів у Балласів є і союзники: це їх мексиканські партнери з наркобізнесу Los Santos Vagos і Російська мафія, з якою Балласи ведуть угоди з купівлі та продажу зброї, пізніше стали вести справи з наркосиндикатом Локо із Сан-Фієрро.
У грі відомий лише один із лідерів Балласів - Кейн, який є лідером підгрупування Front Yard Ballas.
Поза місіями Балласи пересуваються на автомобілях Tahoma та Majestic, а з озброєння члени банди мають пістолети та Мікро-ПП.
Відомі члени банди:
- Кейн — лідер підгрупування Front Yard Ballas (убитий).
- Маленький Хорек — впливовий член банди. Раніше був членом Grove Street Families, але зрадив Сімей і перекинувся до Балласів (убитий).
- Бі-Дап - Раніше впливовий член банди в Grove Street Families, але через бажання заробляти гроші на продажу наркотиків вийшов зі складу Сімей. Можливо, є членом Ballas, враховуючи його зв'язки з цією бандою, подальше придбання будинку на її території та наймання великої кількості Балласів-охоронців.

Як і Сім'ї з Гроув-стріт, Балласи поділяються на кілька підгрупувань, що контролюють різні території:
- Front Yard Ballas
- Rollin' Heights Ballas
- Kilo Tray Ballas
- Temple Drive Ballas

Los Santos Vagos (скор. LSV; укр. Вагоси) — це одна з двох мексиканських банд Лос-Сантоса, яка тримає на початку гри під контролем найбільша кількість територій у порівнянні з іншими бандами міста. Однак за силою та впливом Вагоси все ж таки поступаються Балласам. На початку гри дане угруповання контролює всю північну і східну частину Гетто Лос-Сантоса, а після місії "Зелений Сейбр" захоплюють території Ацтеків. Розпізнавальним кольором банди є жовтий.
Банда активно торгує важкими наркотиками та співпрацює у цьому бізнесі з бандою Ballas. Вагоси не люблять Grove Street Families, а їх заклятим ворогом є інша мексиканська банда Varrios Los Aztecas. Незважаючи на велику кількість територій, Вагоси не мають підгрупувань.
Лідер Вагосов невідомий. Єдиним відомим високопосадовцем банди є Біг Поппа, наркоторговець, який разом з іншими Вагосами захоплює в процесі сюжету будинок дуже відомого гангста-репера Мед Догга.
Поза місіями Вагоси пересуваються на автомобілях Hermes, Tornado та Oceanic. Незважаючи на свій великий вплив, поза завданнями членів цієї банди можна побачити лише з пістолетами.
Відомі члени банди:
- Біг Поппа - відомий наркоторговець (убитий).
- Фредді - співкамерник Оу Джі Лока (убитий).

Varrios Los Aztecas (скор. VLA; укр. Ацтеки) — друга мексиканська банда з Лос-Сантоса, яка є на початку гри найменшою за контрольованими територіям бандою в місті - під їх контролем знаходяться райони Ель-Корона, Маленька Мексика і Станція Юніті, розташовані в південно-західній частині гетто Лос-Сантоса. Головним кольором банди є бірюзовий.
На початок гри Ацтеки конфліктують із усіма трьома вуличними бандами Лос-Сантоса, але їхніми заклятими ворогами є Вагоси. Хоча Ацтеки, як і Grove Street Families, виступають проти торгівлі важкими наркотиками, це не заважає цим двом бандам конфліктувати між собою на початку гри.
Лідером Ацтек є Цезар Віальпандо, який починає зустрічатися з Кендл Джонсон, сестрою Сі-Джея, що сприяє початку дружби між Карлом і Цезарем, а також поступової нормалізації відносин між Сім'ями з Гроув-стріт і Ацтеками.
Головний бізнес банди – продаж зброї. Також Ацтеки займаються стритрейсерством та лоурайдингом — на станції Юніті вони часто проходять лоурайдерські змагання.
Поза місіями Ацтеків можна побачити такими, що роз'їжджають на автомобілях Broadway, Hermes і Glendale. Незважаючи на свій невеликий вплив, члени угруповання озброєні поза завданням пістолетами та Мікро-ПП, що, ймовірно, є наслідком вдалої торгівлі зброєю.
Відомі члени банди:
- Цезар Віальпандо - лідер угруповання.
- Хосе — шановний член банди.
- Гел - Шановний член банди.
- Хейзер — шановний член банди.
- Санні - Шановний член банди.

Російська мафія (англ. Russian Mafia) - банда, присутня в Лос-Сантосі. Вихідці з Росії, які приїхали в США після закінчення Холодна війна і слідом за розпадом СРСР.
Одна з банд, пов'язаних із C.R.A.S.H. і Біг Смоуком, поряд з Баллас, Вагос Лос-Сантоса та Ріфа Сан-Фієрро. Порівняно з іншими бандами «ліги», російська мафія виступає як більш «вторинна» банда, працюючи скоріше як підтримка, ніж офіційний учасник.
З приходом банди в Лос-Сантос Атріум був визначений як база. Пізніше їх атакували на власній території Біг Смоуком — тоді ще членом Grove Street і Сі-Джеєм. Також пізніше їх атакували під час операції з бандою Баллас, на яку вони переодяглися механіками. Ні росіяни, ні Баллас не змогли зупинити Джонсона від зриву їхньої зустрічі.
Останній раз мафія з'являється у місії End of the Line, де намагається захистити Біг Смоука та усунути Джонсона. Зрештою, росіяни, поряд з іншими бандами та мафіями, зазнали фіаско.

### Всесвіт HD
The Families - афроамериканський альянс банд, членом якого є один із головних героїв - Франклін.
Сім'ї втратили значну кількість впливу, і навіть втратили Гроув-стріт, де тепер розташувалися Баллас і наркоторговці, члени банди тусуються на своєму районі групами по 4-6 осіб, ведуть запеклу боротьбу з Балласами та Вагосами, але мабуть не так активно, як їхні попередники з Гроув-Стріт, часті сутички між Балласами та Сім'ями відбуваються в районі Карсон-Авеню (Строббері), члени сету CAF стикаються в цій галузі з ворогами що переростає у збройні конфлікти, між собою сети теж часто сваряться, бандити з The Families одягаються як типові у ретро стилі 90-их: зелені футболки, сорочки, куртки, реперські ланцюжки та кепки чорних, салатових та білих кольорів з ініціалами CAF, FDF, CGF.
Банда займає всю територію районів Чемберлен-Хіллз, Строберрі та частину арени Maze Bank. У Сімей йде запекле суперництво з бандою Баллас, що сусідить, а також з бандою на південному сході Ранчо під назвою Вагос.
Альянс не єдиний, і тому по контрольованій території Сім'ї поділяються на окремі угруповання, які називаються сетами.
- Chamberlain Gangster Families (скор. CGF) - є найбільшим сетом банди. Їхня територія складається з усього району Чемберлен-Хіллз. Їх також називають як "пагорби" або "вбивчі пагорби". Більшість членів тусується біля проекту будівель Crystal Heights. Зазвичай вони носять чорні, білі або зелені куртки з логотипом Feud або Corkers спереду, а також зелені, білі або чорні кепки. Ймовірно, їх також називають як "26 Set", оскільки такі графіті часто можна знайти недалеко з графіті інших сетів. Згадується у місії «The Long Stretch». Під час перестрілки з балласами Ламар може крикнути: "CGF у житті!". Стретч також може додати: "Гангстери з Чемберлена тут!", що викликає плутанину, оскільки Ламар складається у Forum Drive Families. Найбільш ймовірно, що сет заснований на угрупуванні Rollin 60s Neighbourhood Crips, оскільки обидва сети мають найбільші контрольовані території в південно-західній частині міста, цей сет полягає у дружніх та інтегрованих відносинах з FDF
- Forum Drive Families (скор. FDF) — сет, у якому перебувають Ламар і Франклін, і є засновниками. Сет ще називаються як "88 Set". Їхня столиця знаходиться на східній стороні Форум-Драйв і, можливо, охоплює всю Північно-Західну частину Строберрі, на півдні вони межують з Carson Avenue Families через свої близькі відносини з CGF ставляться до них ймовірно негативно, а до DNF які живуть у тилу Балас нейтрально.
- Carson Avenue Families (скор. CAF) — даний сет вороже ставиться до сім'ям із Чемберлена і, мабуть, до інших. Територія складається з ділянки Карсон-авеню у Строберрі, проте вони можуть з'явитися у Чемберлен-Хіллз. Члени сету носять спортивні куртки з літерою C, що означає назву бейсбольної команди Corkers. Інші учасники носять зелені, чорні чи білі сорочки. Можливо, засновані на Eight Tray Gangster Crips, оскільки цей реальний сет до 2019 року вів війну з Rollin 60s Crips.
- Davis Neighborhood Families (скор. DNF) — територія сету складається з північно-західної частини Девіса. На момент подій гри воює з Eastside Ballas через близькість територій. Вони також відомі як «брудні дияволи з Девіса» або «Дияви з Девіса». Вони можуть з'являтися біля територій Сімей з Чемберлен, Півдні чи північному заході Девіса. Більшість учасників носять білий, сірий чи чорний спортивний одяг із написом «Davis» або логотипом місцевої хокейної команди Dust Devils. Інші носять типовий для інших сетів одяг.
- Grove Street Families (скор. GSF) — на момент 1992 року цей сет був найбільшим із усіх існуючих. Територія знаходилася на Гроув-стріт, що у Девісі, головним чином у південній та західній його частинах. Ламар під час місії Hood Safari припускає, що лідери сета продовжили своє життя, відмовившись від злочинності. Можливо, вони стали вже багатими людьми. Якоїсь миті до 2013 року члени банди Ballas взяли контроль над Гроув-Стріт, заявивши, що Grove Street Families давно розформувалися і відтепер усіма справами тут заправляють вони. Сет вважався одним із найвідоміших серед усіх. Якщо Франклін з Джиммі Де Сантою приїде на кільце Гроув-Стріт, той запитає, чи ця банда є міфом, на що Франклін відповість, що сет дійсно існував і був активний на початку 90-х, пославшись на події, що відбуваються в грі Grand Theft Auto : San Andreas.

Ballas (укр. Балласи) — афроамериканський альянс вуличних банд із Лос-Сантоса.
У статті Game Informer Rockstar Games заявили, що Баллас все ще ворожі, але коли гравець заходить на їхню територію, вони автоматично не нападають на нього, якщо він не почне нападати першим. Вони й досі носять одяг фіолетового кольору. Вони залишилися одним з найбільших угруповань Лос-Сантоса з часів Grand Theft Auto: San Andreas. Як і раніше, займаються торгівлею наркотиками, зброєю, кришують підприємства, займаються сутенерством, воюють за території.
Групи Ballas:
- Баллас Іст-Сайда (англ. East Side Ballas; скор. ESB): група Баллас на східній стороні Девіса. Вони кажуть ці фрази: ESBG Families Killa!, East Side Balla Gang, what's the problem? "East Side, n * gga!" та «Fuck you, West Side bitches!» Як правило, вони одягають джерсі «Лос-Сантос Пенік» (англ. Los Santos Panic) та пурпурові картаті сорочки.
- Оріджинал-Ковенант Баллас (англ. Original Covenant Ballas; скор. OCB): група Баллас на Ковенант-авеню та Гроув-стріт. Вони кажуть ці фрази: OCBG! FK, VK all day!». Очевидно, це головна група Баллас. До того ж оу-джі Баллас на ім'я Ді з OCB. Зазвичай одягають університетські куртки з логотипом бейсбольного клубу Boars спереду або ззаду, а також футболки з написом SA спереду з доповненням в логотипі Boars.
- Баллас Саут-Сайда (англ. South Side Ballas; скор. SSB): група Баллас на південній стороні Дейвіса. На їхньому одязі розміщено напис «Rancho». Так як район Ранчо називався Джефферсон в GTA San Andreas. Джефферсон звався «Країною Баллас із Роллін-Хайтс». Але в HD-всесвіті Ранчо — точка Вагос.

Los Santos Vagos (також відомі як Vagos; укр. Вагоси; скор. LSV) — мексиканська вулична банда з Лос-Сантоса.
З чуток — найчисленніша мексиканська вулична банда в Лос-Сантосі. Згідно з телевізійною програмою The Underbelly Of Paradise цілком можливо, що вони мають зв'язки з мафіозними сім'ями. З головою залучені до торгівлі наркотиками. Незважаючи на свою звичайну зовнішність вуличних головорізів, Vagos – надзвичайно потужна децентралізована злочинна мережа. Їхній основний інтерес - оборот наркотиків, але вони диверсифікувалися на дистрибуцію середнього рівня, продажу кінцевих споживачів та іншу контрабанду. Багато вищих керівників Vagos в даний час знаходяться в ув'язненні, але все ще керують своєю мережею через мобільні телефони. Їхня ієрархія плоска, але дуже конкурентна, що означає, що якщо один лідер буде усунений, багато інших будуть готові зайняти їхнє місце. Хоча LSV характеризується як мексикансько-американська вулична банда, вони також охоплюють представників гватемальського походження.
Вагоси контролюють район Ранчо. Він має високий рівень злочинності та велику діяльність бандитських угруповань. Для району характерна достатня присутність малого бізнесу. Тут переважно невеликі, односімейні будинки, а також грандіозні житлові проекти на півдні. Ранчо є будинком для "Los-Santos Vagos" і "Varrios Los-Aztecas", які роблять внесок у злочинність району. Район є домом для значної латиноамериканської громади. Vagos постійно контролюють більшу частину території. Aztecas контролює тільки північну частину Ранчо, і їх рідко можна побачити.
Ккан'пхе, або Ккангпайці (англ. Kkangpae; кор. 깡패) — південнокорейська злочинна організація, яка мешкає в Лос-Сантосі. Незважаючи на те, що під їхнім контролем досить мала територія, банда має гарні зв'язки, тож із нею складно боротися.
Їх можна знайти лише у Маленькому Сеулі. Вони дуже схожі на Тріад Лос-Сантоса, особливо озброєнням та зовнішністю. Також вони є союзниками. Якщо гравець дуже близько підбереться до них, вони почнуть стріляти в нього. Корейці беруть участь у всіх типах бізнесу: від проституції до пограбувань.
Marabunta Grande - сальвадорська вулична банда. Історія угруповання до 2013 року невідома. Членів банди легко ідентифікувати за численними татуюваннями, у тому числі і на обличчях. Колір угруповання є синій.
Банда знаходиться у стані війни з Varrios Los Aztecas за торгівлю наркотиками та зброєю в окрузі Блейн.
Членів цієї банди можна знайти на території Східного Лос-Сантоса, переважно в Ель-Бурро-Хайтс. Також вони ошиваються у Східному Вайнвуді та поруч із Мірор-Парком. В основному, вони активні ночами, у вигляді невеликих груп, що стоять на тротуарах або сидять на порогах будинків, каналах або провулках.
Тріади Лос-Сантоса (англ. Los Santos Triads) — великий китайський злочинний синдикат, що з'являється як другорядна група антагоністів поряд з Баллас. Тріади очолює отець Тао Чена, Вей Чен. Є однією з найчисельніших банд.
У 2013 році Тао Чен - син боса тріад Вей Чена - і його перекладач зустрічаються з наркоторговцем Тревором Філіпсом, щоб укласти з ним ділову угоду, оскільки тріади бажають розширити свій вплив і в окрузі Блейн. Проте зрештою вони вирішують працювати з братами О’Ніл через жорстоку та безрозсудну поведінку Тревора та його атаки на власну лабораторію з виготовлення мета, яку захопили ацтеки на помсту за вбивство Тревором до цього їх члена, Ортеги. Тревор дізнається про партнерство, побивши Тао та змусивши перекладача розповісти, хто є їхніми партнерами; після цього Тревор вбиває більшість братів О'Ніл і руйнує їхню ферму як відплату за крадіжку його контракту.
Бажаючи помститися за напад на свого сина та втрату своїх ділових партнерів в окрузі Блейн, Вей Чен посилає своїх людей на пошук Тревора. Дізнавшись, що він полетів у Північний Янктон, тріади пішли за ним. Під час сварки Тревора та Майкла на них нападають тріади. Тревор втік, але захопили Майкла, котрий припадає, на їхню думку, коханцем Тревору. Після того, як Майкл провів у заручниках кілька днів, вони усвідомили, що Тревор не приїде, зате приїхав Франклін, звільнив Майкла і втік разом з ним, вбиваючи всіх тріад на їхньому шляху.
Наприкінці Grand Theft Auto V, якщо гравець вибере опцію «Врятувати обох», Франклін попрямує до місцезнаходження Ченов, уб'є старшого і стане перед вибором: стратити або помилувати Тао. Але за каноном Тао залишається живим, пораненим або просто відпущений.
Varrios Los Aztecas або Aztecas (укр. Ацтеки) — невелика мексиканська вулична банда.
Вони мають зв'язку з картелями. Вони воюють із конкуруючою сальвадорською бандою Marabunta Grande у торгівлі наркотиками, їхній доставці та контрабанді зброї в області пустелі Гранд-Сенора та частинах Лос-Сантоса. Також "Weazel News" передають репортаж про нещодавню перестрілку між двома бандами в пустелі Гранд-Сенора. Ацтекас також відомий тим, що з головою залучені до торгівлі зброєю. Також Ацтеки ведуть активну боротьбу проти Los Santos Vagos.
Представників банди Aztecas можна знайти позаду центральної лікарні Лос-Сантоса у межах Північного Ранчо. Безліч ацтеків ведуть автомобілі; також членів банди модно спостерігати на тротуарі в групах з 3-5 осіб. Ацтеки сповняться рідко та замінюються бандитами з Вагосу. Щоб запобігти цьому, потрібно заходити в Ранчо з півночі, а не з півдня.
Ацтек можна легко обчислити за їх яскраво-тиловим/бірюзовим одягом в стилі чоло. Їхній вибір зброї — пістолети, Micro-Uzi, SMG та ножі. Вони не виробляють татуювання на обличчях, на відміну від своїх конкурентів — банди Марабунта Гранде. Схоже, вони люблять картаті сорочки.
Вірменський моб - банда, що з'являється Лос-Сантосі. Це вірменська банда, яка мешкає по всьому Ла-Пуерта. Їхнім головним союзником є Симон Єтарян, який за сумісництвом є членом банди. Вони не є небезпечною, але численною бандаю. У реальному житті найбільш ймовірно, що мають аналог у вигляді злочинного угруповання Armenian Power.
Моб Бонеллі — злочинна організація, що у Лос-Сантосі. Є італо-американською сім'єю, яка перебуває під контролем Енцо Бонеллі. Члени сім'ї носять серйозну зброю і одягнені в піджаки темних або світлих кольорів. Мають як італійську, так і американську зовнішність.
Одне з небагатьох серйозних кримінальних угруповань, як професіонали або Картель Мадрасо. Вони не мають територій, і їх можна зустріти по всьому місту. Тим не менш, їхня перша і єдина поява в сюжеті відбувається в місії The Construction Assassination, в якій Франклін Клінтон вбиває їх боса. Незважаючи на те, що під їхнім впливом лише одне будівництво, їхній лідер, Енцо Бонеллі, є бізнесменом і, зважаючи на все, має зв'язки з політиками.
Картель Мадрасо (англ. Madrazo Cartel) - важлива банда, що з'являється в Лос-Сантосі. Відіграють велику роль у сюжеті.
Вперше вони з'являються у місії Marriage Counseling. Після того, як Майкл знищить будинок Мартіна, він посилає кілерів, щоб убити Франкліна та Майкла. В результаті, після погоні, Мартін побиває Де Санту і каже, щоб той повернув йому два з половиною мільйони доларів за будинок, і «руйнівник» робить це. Через якийсь час Мартін просить убити Хав'єра, адже той зрадив банду. Після його вбивства Мадрасо відмовляється платити бандитам, і вони викрадають Патрицію Мадрасо, попутно побивши самого Мартіна. Після того, як вони виїжджають з Лос-Сантоса на довгий час, щоб Мартін не вбив їх. Однак, якщо гравець спробує повернутися на ранчо або місто, то на нього нескінченно нападатимуть найманці Мадрасо. Все ж таки, їм вдасться залагодити стосунки з картелем.
Професіонали (англ. The Professionals) - великий кримінальний синдикат у Лос-Сантосі, що з'являється як вторинний антагоніст.
Є професіоналами у торгівлі наркотиками та зброєю. Вони діють по всьому Сан-Андреасу. Сприяють з усіма бандами, і навіть із ФРБ. Вони також працюють як охоронне підприємство та наймані вбивці. Одягнені в офіційні костюми, під якими носять армійські бронежилети, а деякі навіть балістичні маски. Їздять на елітних машинах з високою міцністю, таких як Granger та Fugitive, а також мотоциклах Bati 801 та високошвидкісних фургонах Speedo. Більшість із них — колишні військові, і під час бою розмовляють армійським жаргоном. Цілком ймовірно, що численні угруповання професіоналів ніяк не пов'язані між собою і не мають єдиної ієрархії та ватажка, це пояснюється тим, що деякі професіонали працюють охоронцями на байкерських підприємствах та підпільних заводах зброї в бункерах, а деякі роблять на них набіги. Найчастіше зустрічаються на місіях Лестера.

## Райони

### Всесвіт 3D

#### Західний Лос-Сантос
Західна частина міста складається з Вайнвуду, Родео і Малхолланду і відома усьому світу своїми офісами, студіями, торговими маршрутами і будинками багатих та знаменитих особистостей міста.
- Родео (англ. Rodeo) - елітний район у Лос-Сантосі, штат Сан-Андреас, що знаходиться в західній частині мегаполісу. Представлений у Grand Theft Auto: San Andreas. До сюжету гри не має жодного відношення, він навіть не підпадає під вплив якоїсь банди. На північ від Родео знаходяться райони Вайнвуд і Річман, а на південь від Санта-Марія-Біч. На захід від родео знаходиться округ Флінт, а на схід канал Марина та Верона-Біч.
- Малхолланд (англ. Mulholland) - великий багатий житловий район на північному заході Лос-Сантоса, штат Сан-Андреас. Малхолланд розташований на пагорбах, тому більшість його доріг звивисті, мають підйом та спуск. У районі розташовані вілли та особняки. Тут знаходиться будинок Мед Догга, а також притулок, який є найдорожчим у грі — $120.000. Малхолланд також є місцем розташування знаменитого Знака Вайнвуд. Район межує з Річманом на заході, перетином Малхолланд та частиною округу Ред на сході, округом Ред та Діллімором на півночі та Вайнвудом на півдні. Прототипом для Малхолланда стали вулиця Малхолланд-драйв і район Голлівуд-Хіллз в Лос-Анджелесі.
- Річмен (англ. Richman) - багатий житловий район в Лос-Сантосі. Річман розташований на північному заході Лос-Сантоса, на захід від Малхолланда та на північ від Родео. Він також межує із двома сільськими округами, а саме округом Ред та округом Флінт. Прототипом району став Бель-Ейр та частково Бульвар Сансет у Лос-Анджелесі. Як і його реальні аналоги, Річман є дорогим районом. Зазвичай у цьому районі їздять автомобілі високого класу та спортивні автомобілі. Річман відіграє незначну роль у сюжеті Grand Theft Auto: San Andreas, оскільки це в основному житловий район, де немає магазинів чи сховищ. Однак гонка Прогулянка за кермом проходить у даному районі, також він доступний для пограбувань у місії злодія.
- Маркет (англ. Market) - великий процвітаючий район у західній частині Лос-Сантоса, що у штаті Сан-Андреас. Маркет – комерційний район для середнього класу з широкими бульварами. Також це своєрідний «будинок» для кінотеатрів, музичних магазинів та ресторанів. У Маркеті знаходиться одна з двох лікарень міста, одна із двох залізничних станцій та найбільший магазин Ammu-Nation у штаті. На півночі Маркет межує з районом Темпл, на сході - з Центром Лос-Сантоса, на південному сході - з Комерційним районом, на півдні - з Верона-Біч, на південному заході - з Каналом Марина, на заході - зі Станцією Маркет, на північному сході - з районом Вайнвуд. Населення району Маркет станом на 1992 становило 386 осіб.
- Вайнвуд (англ. Vinewood) - багатий район у місті Лос-Сантос. Знаходиться у північно-західній частині міста. Це один із найбагатших районів Лос-Сантоса: тут багато будинків, де мешкають знаменитості. Це також один із найменш населених районів.
- Темпл (англ. Temple) - Середньозабезпечений район, що знаходиться в північно-західній частині міста Лос-Сантос. На півночі знаходиться район Малхолланд, на заході Вайнвуд, на сході центр Лос-Сантоса і на півдні Маркет. Тут є кілька житлових комплексів та підприємств, а також один торговий центр. У 1992 році тут проживало 593 особи.
- Санта-Марія-Біч (англ. Santa Maria Beach) - один із районів Лос-Сантоса, головний пляж міста. Не має жодного значення в сюжетній лінії у грі за винятком того, що тут розташований фініш гонки у місії High Stakes, Low Rider. На початку гри знаходиться під контролем одного з сетів Grove Street Families – Temple Drive Families. Тут Сі-Джей може купити будинок, а також взяти участь у груповому запливі. Район має пірс Яхт-Харбор, де розташоване колесо огляду.
- Верона Біч (англ. Verona Beach) - район у західній частині міста-округу Лос-Сантос, Сан-Андреас. Включає пляж і пару кварталів, що не примикають до моря. Прототипом району служить Веніс у Лос-Анджелесі. На заході район межує з іншим пляжем, Санта-Марія-Біч. На північному заході примикає до Каналу Марина, на півночі - до Маркета, на сході - до конференц-центру та Комерційного району, на південному сході - до Вердант-Блаффс. Як і на пляжі Вайс-Сіті-Біч у Вайс-Сіті, на Верона-Біч можна зустріти дівчат у купальниках та на роликових ковзанах. Верона-Біч контролює банда Ballas, але їхня присутність тут мінімальна, на відміну від більшості районів у східній частині Лос-Сантоса.
- Маріна (англ. Marina) - район у західній частині міста-округу Лос-Сантоса, Сан-Андреас. Головною пам'яткою та особливістю району є невеликий канал, що впадає в море, тому використовується як пристань для яхт. Тут достатня кількість підприємств та житлових будинків, це дуже мальовниче місце, а також не контролюється жодна з банд, що робить Канал Марина ідеальним місцем для проживання. Чисельність населення станом на 1992 рік - 327 осіб. Прототипом каналу є Канал Венеції у районі Венеція (Лос-Анджелес), який є прототипом району Пляж Верона. Канал Марина межує з районами: Маркет, Станція Маркет, Санта-Марія-Біч, Верона-Біч, Вайнвуд, Родео.

#### Центральний Лос-Сантос
У центральній частині міста містяться штаб-квартири великих корпорацій, а також міський аеропорт.
- Першінг-Сквер (англ. Pershing Square) - площа-сквер і район, що повністю знаходиться всередині Комерційного району, Лос-Сантос, Сан-Андреас. На території району знаходиться поліцейське управління Лос-Сантос. Також неподалік є Сіті-хол Лос-Сантоса. Прототипом Першінг-Сквер є однойменний парк у центрі Лос-Анджелеса. Оформленням для площі-скверу стали басейн і 3 абстрактні скульптури, дві з яких мають форму півкола і одна — стели з кулястим дзвоном усередині.
- Глен-Парк (англ. Glen Park) - район у східній частині Лос-Сантоса. На заході Глен-Парк межує з Центром, на північному заході - з перетином Малхолланд, на південному заході - з Комерційним районом, на півдні - з Айдлвудом, на сході - з Джефферсон і на північному сході - з Лас-Колінасом. Глен-Парк є дуже мальовничим місцем, зеленим куточком між хмарочосами Центру та бідною житловою малоповерховою забудовою сходу міста. Район включає не тільки сам парк, а й квартальну забудову. У центрі парку знаходиться невелике озеро, над яким розташований міст. Глен-Парк контролюється з цим Балласів Kilo Tray Ballas до місії Doberman, а також між місіями The Green Sabre і Beat Down on B Dup. Між місіями «Doberman» та «The Green Sabre» та після місії «Beat Down on B Dup» район контролює банда Grove Street Families. Реальними прототипами Глен-парку є Макартур-парк та Ехо-парк у Лос-Анджелесі.
- Центр Лос-Сантоса або Даунтаун (англ. Downtown Los Santos) — район Лос-Сантос, штат Сан-Андреас. Центр Лос-Сантос - центральний діловий район Лос-Сантос. На відміну від багатьох центральних районів серії Grand Theft Auto, він розташований в географічному центрі міста. Тут розташовані найвищі будинки міста (і найвища будівля в штаті), а також численні підприємства та громадські об'єкти. Бандитської діяльності у районі немає. Основне шосе, що з'єднує міжнародний аеропорт Лос-Сантоса з Лас-Вентурасом, ділить Центр Лос-Сантоса навпіл на східну та західну частини, а також з'єднується з шосе, що обслуговує Гентон, Джефферсон та Іст-Біч на південь від центру міста. На північ від центру міста знаходиться перехрестя Малхолланд, що сполучає шосе з Малхолланд-драйв. Центр Лос-Сантоса розташований на північ від Першінг-сквер, адміністративного центру міста. Район також межує з Темпл та Маркет на заході, Глен-Парк на сході, Комерційним районом на півдні та перехрестям Малхолланд на півночі. Центр Лос-Сантос заснований на Даунтауні Лос-Анджелеса.
- Комерційний район або Комерція (англ. Commerce) - великий район в центральній частині міста-округу Лос-Сантоса, штат Сан-Андреас. Судячи з назви, це жвавий торговий район з багатьма підприємствами, офісами, магазинами та готелями. На території району знаходиться Сіті-хол Лос-Сантоса та Атріум. На півночі межує з Центром Лос-Сантоса, на сході - з Айдлвудом і Маленькою Мексикою, на півдні - з Вердант-Блаффс, на заході - з конференц-центром, Верона-Біч та Маркетом. Усередині Комерційного району знаходиться інший район – Першінг-Сквер. Комерційний район не входить до зони впливу жодної банди. Станом на 1992 рік населення району становить 2069 осіб.
- Лос-Сантоський Конференц-Центр (англ. Los Santos Conference Center) — будівля та район, що використовується в громадських цілях, судячи з назви, як місце для конференцій, виставок та презентацій у місті-окрузі Лос-Сантос, Сан-Андреас. Відомо також як просто конференц-центр. Прототипом будівлі є конференц-центр Лос-Анджелеса в центрі Лос-Анджелеса. Сама будівля є недоступною гравцю і не відіграє жодної ролі в сюжетній лінії.
- Міжнародний аеропорт Лос-Сантоса (англ. Los Santos International Airport) - аеропорт і однойменний район в Grand Theft Auto: San Andreas. Розташований у південній частині Лос-Сантоса. Прототипом став Міжнародний аеропорт Лос-Анджелес, обидва аеропорти спочатку були військовими та мають схожі риси дизайну. В аеропорту завжди припарковані Shamal і Dodo, а багажні візки та буксири або припарковані, або роз'їжджають часто разом з іншими транспортними засобами. Гравець не може дослідити аеропорт, але інтер'єр аеропорту можна побачити у вступній місії, також він не може отримати доступ до злітно-посадкової смуги до завершення школи пілотів та отримання ліцензії пілота. Хоча можна нелегально проникнути на ЗПС, наприклад, застрибнувши на будівлю охорони і зістрибнувши з іншого боку або за допомогою транспорту. Гравець може придбати квитки на рейси авіакомпанії Juank Air в аеропорти Лас-Вентурас та Істер-Бей за 500$.
- Вердант Блаффс (англ. Verdant Bluffs) - район у південній частині мегаполісу Лос-Сантоса, Сан-Андреас. Вердант-Блаффс є одним із найбільших районів мегаполісу. Головною особливістю Вердант-Блаффс є велике відслонення гірської породи. З більш ніж 20 гектарами природного ландшафту, він є найбільшим міським парком та міською пусткою штату Сан-Андреас. Тут не панує жодна з банд, незважаючи на близькість таких районів, як Ель-Корона та Верона-Біч. На півночі межує з конференц-центром та Комерційним районом, на сході - з Ель-Короною та Станцією Юніті, на півдні - з аеропортом, на заході - з Верона-Біч. Головною пам'яткою та історичною цінністю Вердант-Блаффс є Обсерваторія Лос-Сантоса, що височіє над вершиною пагорба. Її прототипом є Обсерваторія Гріффіта у Лос-Анджелесі. Незважаючи на це, сам район дуже схожий на Палос-Вердес, який не входить безпосередньо в місто Лос-Анджелес.
- Маленька Мексика (англ. Little Mexico) – невеликий район у центральній частині Лос-Сантоса (Сан-Андреас) у регіоні Південний Централ. На півночі та на заході межує з Комерційним районом, на сході – з Айдлвудом, на півдні – з Ель-Короною. Неподалік знаходяться станція «Юніті» та район Вердант-Блаффс. Район контролює банда Varrios Los Aztecas. Прототипом для Маленької Мексики стала вулиця Ольвера-стріт у Лос-Анджелесі.

#### Східний Лос-Сантос
Бідна частина міста, створена в основному з жителів передмість, з великою кількістю злочинів із застосуванням насильства.
- Іст-Біч або Східний пляж (англ. East Beach) - район та пляж на східному узбережжі міста Лос-Сантоса, в регіоні Південний Централ. Це досить великий район. Знаходиться під контролем мексиканської банди Los Santos Vagos. Район заснований на місті Лонг-Біч - передмісті Лос-Анджелеса. У районі мешкають представники різних рас. В Іст Біч знаходиться безліч невеликих будинків і квартир, а також велике жваве шосе і один з найпопулярніших пляжів у штаті. Незважаючи на вплив бандитів у районі, Іст-Біч є місцем проживання середнього класу. Тут знаходиться головний стадіон міста Лос-Сантос-Форум. Іст-Біч на півночі межує з районом Лас-Колінас, на заході - з районами Лос-Флорес, Гентон і Східний Лос-Сантос, на півдні - з Віллоуфілдом і Плайя-дель-Севіль. Чисельність населення станом на 1992 рік - 952 особи.
- Плайя-дель-Севіль (англ. Playa del Seville) - пляж і район у південно-східній частині міста-округу Лос-Сантос, штат Сан-Андреас. У районі мешкають як афро-, так і латиноамериканці. Район контролюється з цим Grove Street Families - бандою Seville Boulevard Families. Незважаючи на їхню діяльність, в районі проживають представники середнього класу, а пляж користується великою популярністю. Крім пляжу в Плайя-дель-Севіль знаходяться житлові об'єкти, широке шосе з інтенсивним рухом, баскетбольний майданчик, перукарня, а також кілька підприємств та магазинів.
- Східний Лос-Сантос (англ. East Los Santos) - великий бідний район у місті Лос-Сантос, Сан-Андреас. Східний Лос-Сантос в основному складається з малоповерхових житлових будівель, але тут також є і дрібний бізнес, наприклад, стрип-клуб "The Pig Pen", автомийка, забігайлівка "Cluckin' Bell" та безліч магазинчиків. Незважаючи на те, що Східний Лос-Сантос населяють переважно мексиканці/латиноамериканці, він під сильним контролем банди Ballas. Відповідно, Східний Лос-Сантос має високий рівень злочинності. Прототипом для Східного Лос-Сантоса послужили невключені території Східний Лос-Анджелес та Флоренс-Грем.
- Ель-Корона (англ. El Corona) - бідний район, розташований між центральною та східною частинами Лос-Сантоса, Сан-Андреас. На півночі Ель-Корона межує з Комерційним районом, Маленькою Мексикою та Айдлвудом, на сході – з Віллоуфілдом, на півдні – з Міжнародним Аеропортом Лос-Сантос, на заході – з Вердант-Блаффс та Станцією Юніті. Ель-Корона має кілька підприємств, магазинів та інших закладів, а також багато одноповерхових будинків. Контролюється мексиканською бандою Varrios Los Aztecas. Прототипом для Ель-Корони став район Ель-Серено в Лос-Анджелесі.
- Гентон (англ. Ganton) - район, розташований у східній частині міста Лос-Сантос, Сан-Андреас. На півночі Гентон межує з районом Східний Лос-Сантос, на сході - з Іст-Біч, на півдні - з Віллоуфілдом і на заході - з Айдлвудом. Кордоном з останнім є двоколійна залізниця Brown Streak, що перетинає весь Сан-Андреас. Гентон можна умовно поділити на дві різні місцевості: перша (північна) складається з безлічі дрібних односімейних будинків та бару, а друга (південна) складається з житлового проджекту та невеликого скупчення закладів у східній стороні. Обидві території поділяються дорогою, що йде з Айдлвуда в Іст-Біч. Гентон - район з переважним афроамериканським населенням. Гроув-стріт, головна вулиця району, є оплотом афроамериканської банди Grove Street Families, що є угрупуванням-протагоністом Grand Theft Auto: San Andreas і будинком для Карла "Сі-Джея" Джонсона, головного героя гри. Крім Карла Гроув-стріт, населена й іншими відомими членами цієї банди. На початок гри на ній проживають: Шон "Світ" Джонсон (лідер банди), Кендл Джонсон (сестра Світа і Карла), Ленс "Райдер" Вілсон (високопоставлений член угруповання) та Джеффрі "OG Loc" Крос (репер та член банди). Раніше, до подій гри, на Гроув-стріт також проживали Мелвін "Біг Смоук" Харріс (високопоставлений член банди), а також Браян Джонсон (брат Світа і Карла) і Беверлі Джонсон (мати Світа і Карла), які обоє пішли з життя до моменту подій Grand Theft Auto: San Andreas. Ще в Гентоні, але не на Гроув-стріт, а в житловому проджекті "Ganton Courts" на початок гри проживають два колишні члени банди: Марк "Бі-Дап" Уейн та Баррі "Біг Беар" Торн. Також у Гентоні поруч із Гроув-стріт живе Деніз Робінсон, можлива дівчина Карла Джонсона. Враховуючи сильний вплив Grove Street Families, у Гентоні, відповідно, дуже високий рівень злочинності, проституції та бідності. Через те, що Сім'ї з Гроув-стріт виступають проти торгівлі важкими наркотиками, проблема наркоманії в Гентоні хоч і є, але вона не така серйозна, як, наприклад, у сусідніх районах. Однак після того, як район у процесі сюжету переходить під контроль банди Ballas, широко залученої до торгівлі важкими наркотиками, проблема наркоманії в Гентоні значно зростає і не зникає навіть після повернення району під вплив Сімей, оскільки на його вулицях і після повернення нерідко можна зустріти наркоторговців. Назва «Гентон», ймовірно, відсилає до міста Комптон, розташованого в окрузі Лос-Анджелес, у штаті Каліфорнія, яке широко відоме своєю високою активністю серед вуличних банд. Також головна дорога Гентона (не Гроув-стріт, а та, яка "поділяє" район на північну та південну частини і йде далі до Іст-Біч) нагадує дорогу Роузкренс-авеню в Комптоні. Проте Гентонський житловий проджект "Ganton Courts" (в ньому на початок гри проживають Бі-Дап та Біг Беар) нагадує житловий Проджект "Imperial Courts" в районі Уоттс у місті Лос-Анджелес. Також назва «Гентон» може походити від назви району Грентон у місті Едінбург, столиці Шотландії, оскільки саме у цьому місті розташована студія Rockstar North.
- Айдлвуд (англ. Idlewood) - район, розташований у східній частині міста-округу Лос-Сантоса, Сан-Андреас. На півночі район межує з Глен-Парк і Джефферсон, на сході - з районами Східний Лос-Сантос і Гентон, на півдні - з Віллоуфілд та Ель-Корона, на заході - з Маленькою Мексикою та Комерційним районом. Айдлвуд складається здебільшого з одноповерхових та малоповерхових будинків. У районі найвищий рівень злочинності. Здебільшого жителями Айдлвуда є афроамериканці. Реальним прототипом району є Інглвуд, округ Лос-Анджелес, штат Каліфорнія.
- Джефферсон (англ. Jefferson) - бідний район у східній частині Лос-Сантоса. Джефферсон - район з переважно афроамериканським населенням, що знаходиться під сильним контролем ета Балласів Rollin 'Heights Ballas. Межує з такими районами, як Глен-Парк – на заході, Лас-Колінас – на півночі, Східний Лос-Сантос – на сході та Айдлвуд – на півдні. Станом на 1992 рік має населення 217 осіб. Найбільш відомий Джефферсон таким місцем як мотель Джефферсон, в якому розгортається більшість подій в місії Reuniting the Families. У мотелі є торговий автомат Sprunk, що дозволяє гравцеві поповнити здоров'я Карла Джонсона будь-якої миті (мотель доступний для входу протягом усієї гри). На південній стіні мотелю намальовано графіті Rollin Heights Ballas, яке можна зафарбувати, а на даху є MP5. Крім мотелю в Джефферсоні знаходяться Центральна окружна лікарня, Лос-Сантосська церква і кілька магазинчиків. Також у Джефферсон є притулок, який можна купити за 10 000 $.
- Лас-Колінас (англ. Las Colinas) - район у північно-східній частині міста Лос-Сантоса, Сан-Андреас. Перебуває під контролем банди Los Santos Vagos. Район розташовується на горбистій місцевості, є горбисті спуски та підйоми, а також звивисті дороги та провулки. Лас-Колінас - бідний житловий та робочий район з високим рівнем злочинності. Сприяє розвитку злочинності та сусідство з такими районами, як Глен-Парк на заході, Джефферсон – на південному заході, Східний Лос-Сантос та Лос-Флорес – на півдні, Східний Пляж – на південному сході. Чисельність населення Лас-Колінас станом на 1992 рік - 914 осіб. Населення переважно латиноамериканського походження.
- Лос-Флорес (англ. Los Flores) - невеликий район у східній частині Лос-Сантоса, Сан-Андреас. Можливим прототипом є Бойл-Хайтс у Лос-Анджелесі. Лос-Флорес контролюється бандою «Лос-Сантос Вагос», тому район має високий рівень злочинності та досить бідний. Район є досить горбистим. Лос-Флорес є поєднанням малого бізнесу і, в той же час, низької якості квартир. На півночі район межує з Лас-Колінас, на сході та південному сході - зі Східним пляжем, на заході та південному заході - з районом Східний Лос-Сантос. Лос-Флорес з іспанської перекладається як «Квіти». Незважаючи на те, що прилегла територія є досить невеликою, населення району станом на 1992 рік становить 742 особи. Тут переважно проживають люди мексиканського/латиноамериканського походження.
- Океанські доки (англ. Ocean Docks) - головний порт і район на південному сході Лос-Сантоса, Сан-Андреас. Океанські доки - промислова зона, де розташоване Депо національної гвардії, що містить багато цінної військової зброї. Океанські доки - єдиний район, який знаходиться не тільки на острові Лос-Сантос, а й на штучному безіменному острові. Острів з'єднується з рештою міста трьома мостами, якість яких залишає бажати кращого. Проте район має прямий зв'язок із мегаполісом Лас-Вентурасом завдяки Міжштатній Автомагістралі. Також Океанські доки пов'язані із залізничною лінією Brown Streak та її станціями кількома шляхами, які обслуговує невелике депо. Океанські доки межують з районами аеропортом, Віллоуфілдом та Плайя-дель-Севіль. Океанські доки засновані на порту Сан-Педро в Лос-Анджелесі, штат Каліфорнія.
- Уиллоуфілд (англ. Willowfield) - Великий бідний район на південному сході Лос-Сантоса, Сан-Андреас. На півночі Віллоуфілд межує з районами Айдлвуд, Гентон і Східний Пляж, на сході - з Плайя-дель-Севіль, на півдні - з Океанськими доками, на південному заході - з аеропортом, на заході - з Ель-Корона. Район контролюється бандою Ballas, тому він загруз у злочинності та злиднях. Також у Віллоуфілді знаходиться велика кількість підприємств, тому район входить до промзони Лос-Сантоса, куди також входять Океанські доки та частини інших районів-сусідів. Чисельність населення району Уіллоуфілд станом на 1992 рік - 277 осіб, його більшість становлять люди змішаної раси. Заснований на Вілмінгтон, але бере свою назву від статистично відокремленої місцевості Віллоубрук в окрузі Лос-Анджелес, Каліфорнія.

### Всесвіт HD

#### Райони
- Беклот-Сіті (англ. Backlot City) — невеликий закритий район в Лос-Сантосі. Належить кінокомпанії Richards Majestic Productions, яка знімає на території району фільми свого виробництва.
- Вайнвуд (англ. Vinewood) — великий і багатий район, який відомий тим, що він є батьківщиною американської кіноіндустрії та індустрії розваг зі своїми театрами та нічними клубами. Макрорайон ділиться на такі райони: Альта, Хавік, Центр Вайнвуда, Західний Вайнвуд, Східний Вайнвуд та Мірор-Парк.
- Вайнвуд-Хіллз (англ. Vinewood Hills) — величезна горбиста мальовнича місцевість, з якої відкриваються чудові краєвиди на Лос-Сантос та його околиці. Найпопулярнішими серед туристів місцями є обсерваторія Галілео та знак Вайнвуда, які знаходяться у Вайнвуд-Хіллз.
- Веспуччі (англ. Vespucci) — житловий, комерційний та рекреаційний район на узбережжі Тихого океану, який славиться своїми каналами, пляжами та всесвітньо відомою Vespucci Beach Sidewalk. Макрорайон ділиться на такі райони: Веспуччі-Біч, Канали Веспуччі та Пуерто-Дель-Сол.
- Східний Лос-Сантос (англ. East Los Santos) — великий район, який характеризується високою концентрацією латиноамериканців та наявністю таких банд, як Los Santos Vagos та Марабунта Гранде. Хоча район є промисловим, останніми роками він відчуває джентрифікацію. Макрорайон ділиться на такі райони: Ла-Меса, Сайпрес-Флетс, Ель-Бурро-Хайтс та Мур'єта-Хайтс.
- Дель-Перро (англ. Del Perro) — престижне включене місто на тихоокеанському узбережжі, широко відоме своїм пляжем, на якому завжди можна побачити безліч відпочиваючих, і всесвітньо відомою пристанню Pleasure Pier.
- Ла-Пуерта (англ. La Puerta), у минулому Лос-Пуерта (англ. La Puerta) — великий район, є колишньою індустріальною зоною, характеризується наявністю банд. Південна околиця Ла-Пуерта набагато розвиненіша через наявність Maze Bank Arena і автомобільних доріг, які ведуть до аеропорту міста.
- Маленький Сеул (англ. Little Seoul) — район географічно розташований у центрі мегаполісу, який став місцем проживання середнього класу переважно з етнічних меншин, переважно іммігрантів з Азії, зокрема, з обох Корей.
- Міжнародний аеропорт Лос-Сантос (англ. Los Santos International Airport, LSX, или LSIA) - один з найбільших і найбільш завантажених аеропортів світу. Найвідоміша споруда міжнародного аеропорту — ресторан.
- Морнінгвуд (англ. Morningwood) — престижний комерційний та житловий район, відомий своїми історичними театрами, такими як Tivoli Cinema та Weazel Morningwood. Район невіддільний від своїх сусідів, таких як Рокфорд-Хіллз і Річман, але все ж таки Морнінгвуд має власну неповторну атмосферу.
- Пасіфік-Блаффс (англ. Pacific Bluffs) - популярний на весь світ пляж, розташований на північно-західному узбережжі Лос-Сантоса. Саме у цьому районі розташований всесвітньо відомий музей Центр Kortz. Пасіфік-Блаффс є переважно житловим районом високого класу.
- Порт Лос-Сантоса (англ. Port of Los Santos) — головний морський порт Лос-Сантоса і Сан-Андреаса і найбільш завантажений порт Америки. Порт включає острів Елізіан-Айленд, місце розташування Pier 400, військово-морського порту і численних складів і верфей, і острів Термінал, який є терміналом для морських контейнерів.
- Річмен (англ. Richman) — престижний і дорогий житловий і комерційний район, відомий своїми особняками. Річман включає район Гольф-клуб, який належить всесвітньо відомому Гольф-клубу Лос-Сантоса. Це місце відоме серед багатих лосантосців та приїжджих як престижна рекреаційна зона.
- Рокфорд-Хіллз (англ. Rockford Hills) — дорогий і престижний торговий і житловий район, що формально є окремим містом, включеним в Лос-Сантос. Знаменита торгова вулиця Портола-Драйв є головною пам'яткою цього міста. До складу Рокфорд-Хіллз входить невеликий район Бертон.
- Центр Лос-Сантоса (англ. Downtown Los Santos) — фінансовий та діловий центр Лос-Сантоса. Це найбільш урбанізована область мегаполісу, де знаходяться найвищі хмарочоси, як, наприклад, Maze Bank Tower, штаб-квартир ФРБ та ЦУР, Union Depository та Mile High Club, який на момент подій гри перебував у процесі будівництва. Макрорайон ділиться на такі райони: Піллбокс-Хілл, Мішн-Роу, Текстайл-Сіті та Легіон-Сквер.
- Південний Лос-Сантос (англ. South Los Santos) — економічно депресивний, переважно афроамериканський район міста, характеризується наявністю великої кількості вуличних банд і низьким рівнем життя. Макрорайон ділиться такі райони: Строберрі, Ранчо, Чемберлен-Хиллз. Місто Девіс теж часто входить до складу цього району.

#### Місцевості
- Центр Лос-Сантоса або Даунтаун (англ. Downtown Los Santos) - центральний район Лос-Сантоса, Сан-Андреас, США, прототипом якого є Центр Лос-Анджелеса. Центр Лос-Сантоса - це місце розташування найвищих будівель міста (у тому числі й найвищого хмарочоса Maze Bank Tower), а також численних малих підприємств та об'єктів громадського користування. Цей район є бізнес центром міста.
- Текстиль-Сіті (англ. Textile City) - район у Лос-Сантосі, округ Лос-Сантос, Сан-Андреас, США. На заході Текстиль-Сіті межує із районом Мішн-Роу. Район відомий своїми фірмовими магазинами, оптовими складами та роздрібними магазинами. Знаменита Алея Зіммет – це ринок, де повно покупців та продавців. Район Текстайл-Сіті заснований на районі Фешн-Дістрикт у Лос-Анджелесі. У районі розташований автобусний центр Dashound, який є автобусним парком для однойменних автобусів.
- Міжн-Роу (англ. Mission Row) - район у Лос-Сантосі, округ Лос-Сантос, Сан-Андреас, США. Він межує Текстиль-Сіті на сході та зі Строберрі на заході. Це район проживання середнього класу. Також у районі є невелика промзона. Район заснований на Скід Роу, Лос-Анджелес.
- Пілбокс-Хілл (англ. Pillbox Hill) - найбільший район у Центрі Лос-Сантоса, що у місті Лос-Сантос, округ Лос-Сантос, Сан-Андреас. Піллбокс-Хілл розташовується в західній частині Центру Лос-Сантоса і межує з районами Строберрі та Чемберлен-Хіллз на півдні, Маленьким Сеулом на заході, Бертоном та Альтою на півночі та Текстайл-Сіті та Легіон-Сквер на сході. Пілбокс-Хілл є фінансовим центром Лос-Сантоса. Сюди стікаються гроші з усього Сан-Андреасу. Район складається в основному з хмарочосів. У ньому розташована найвища будівля штату та багато інших будівель, які теж мають велике значення.
- Альта (англ. Alta) - шестиквартальний район у місті Лос-Сантос, Округ Лос-Сантос, Сан-Андреас. Альта розташована на південь від району Хоїк, на захід від Східного Вайнвуда, на північ від Пілбокс-Хілл і Текстиль-Сіті та на схід від Бертон.
- Бертон (англ. Burton) - багатий торговий район у місті Лос-Сантос, Округ Лос-Сантос, Сан-Андреас, США. Бертон заснований на Беверлі Грув.
- Рокфорд-Хіллз (англ. Rockford Hills) - включене місто в окрузі Лос-Сантос, Сан-Андреас, США, засноване на місті Беверлі-Хіллз. Однак, по суті, Рокфорд-Хіллз є районом мегаполісу Лос-Сантос. Рокфорд-Хіллз є домом для багатьох багатіїв та заможних пенсіонерів. У районі розташовано безліч розкішних особняків та будівель високого класу, у тому числі й особняк Майкла Де Санта, більшість з них збудовані з використанням архітектури в іспанському стилі, показуючи загальний стиль прототипу Беверлі-Хіллз. Майже всі особняки в Рокфорд-Хіллз оточені високим парканом, мають басейни та тенісні корти. Всесвітньо відома вулиця Портола-Драйв знаходиться в Рокфорд-Хіллз, куди багаті люди та туристи з усього світу приїжджають для шопінгу. Рокфорд-Хіллз ділиться на дві частини: північну та південну. Північна частина складається здебільшого з житлових будинків та невеликої вулиці з модними ресторанами. Південна частина району включає розкішні магазини і бутіки, які також розташовані і на Портола-драйв. Сіті-хол Рокфорд-Хіллз знаходиться в центрі району-міста, через дорогу від Медичного центру гори Зона.
- Вайнвуд (англ. Vinewood) - багатий район у Лос-Сантосі, Сан-Андреас, США, який присутній у грі GTA V. Знаходиться в північній частині міста і заснований на лос-анджелеському районі Голлівуд.
- Річмен (англ. Richman) - багатий житловий район у місті Лос-Сантос. Річман межує з Вайнвуд-Хіллз на півночі, гольф-клубом Лос-Сантоса на сході, Морнінгвудом на півдні та Пасіфік-Блаффс на заході. Річман, як і сусідній Рокфорд-Хіллз, відомий як один із найбагатших районів у всьому місті Лос-Сантос. Він містить багато великих особняків у класичному стилі і є місцем розташування GTA-шної версії Playboy Mansion, яка має назву «Особняк Річман». Ім'я Річман було обрано через престижність району, оскільки Richman — це гра слів з Rich man, що перекладається як «Багата людина». Річман, переважно, житловий район, що пояснює відсутність бізнесу. Жителі в Річмані живуть у прекрасних особняках, які добре підходять для їхнього способу життя. Згадується, що вайнвудські знаменитості приїжджають сюди до району Річмана під назвою Гольф-клуб, щоб пограти у гольф. Los Santos Golf Club є єдиним полем для гольфу у всьому місті, що робить його популярним місцем відпочинку. Чималу частину Річмана займає малий район Гольф-клуб. Безпосередня територія Річмана зайнята розкішними особняками, які продаються відомими ріелторами, такими як Ленні Ейвері. На північному заході є великий особняк, який вирізняється серед інших, прототипом якого є Playboy Mansion. Прототипами району є Холмбі-Хіллз та Бель-Ейр.
- Вайнвудська гоночна траса (англ. Vinewood Racetrack) — іподром, розташований в районі Східний Вайнвуд, північно-східний Лос-Сантос. Прототипом є Hollywood Park Racetrack, розташований у місті Інглвуд. Іподром складається з центральної структури, безпосередньо доріжки, і двох сусідніх будівель, які служать як стайні. Центральна структура, або Вайнвуд-Парк-драйв, складається з кас на західній стороні, в'їзних воріт та павільйонів, великої зони відпочинку зі східного боку. Стайні, які розташовані на півночі та півдні іподрому, складаються із стійл для коней, тюків сіна та іншого обладнання. Крім охоронців, на іподромі важко зустріти інших людей.
- Західний Вайнвуд (англ. West Vinewood) - район у місті Лос-Сантос, Округ Лос-Сантос, Сан-Андреас, США. Західний Вайнвуд є центральним місцем тусовок молодих людей у Лос-Сантосі через численні нічні клуби та бари, розташовані тут. Святкуючу молодь можна побачити біля цих клубів рано-вранці. Тут майже відсутні різні злочинні формування. Ці фактори вплинули на наявність тут у великій кількості повій. У Західному Вайнвуді майже повністю відсутня житлова забудова. Прототипом району є Західний Голівуд.
- Центр Вайнвуду (англ. Downtown Vinewood) - район макрорайону Вайнвуд на півночі Лос-Сантос. На території району діє головна торгова зона Вайнвуда і вона зосереджена навколо східних ділянок Бульвара Вайнвуд.
- Хоік (англ. Hawick) - район у Вайнвуді, Лос-Сантос. Хавік — насамперед комерційний район. Є кілька магазинів, розташованих у районі, у тому числі Ammu-Nation та Hippy Feet. У районі є одна головна дорога, яка проходить через Хавік, на ній знаходиться більшість підприємств. Бізнес в районі не те, щоб високого класу, незважаючи на безпосередню близькість до Рокфорд-Хіллз. Прототипом району є Мелроуз-авеню. Назва "Хоїк", швидше за все, взята від міста Хоік, Шотландія.
- Строберрі (англ. Strawberry) - район у Лос-Сантосі, округ Лос-Сантос, Сан-Андреас. Це район проживання низького класу, з промисловими околицями. Південний Строберрі має високий рівень злочинності, і тут протистоять банди The Families та Ballas. Північна частина району менш небезпечна для життя через близькість до центру міста Лос-Сантос. північному заході та з районом Мішн-Роу - на північному сході.
- Девіс або Дейвіс (англ. Davis) - включене місто на півдні округу Лос-Сантос, Сан-Андреас. Частина метрополітенського ареалу Великий Лос-Сантос. Девіс є бідним містом із високим рівнем злочинності, яка в основному пов'язана з боротьбою між бандами The Families та Ballas. Девіс є єдиним містом усередині міста Лос-Сантос і має свій власний суд та власний відділ пожежної охорони, який є філією Департаменту пожежної охорони міста Лос-Сантос. Межує на півночі зі Строберрі, Ранчо та Чемберлен-Хіллз. Як і Гентон з GTA San Andreas, Девіс заснований на реальному місті в Окрузі Лос-Анджелеса Комптон. У районі є зупинка Los Santos Transit.
- Ранчо (англ. Rancho) - район у Лос-Сантосі, Округ Лос-Сантос, Сан-Андреас. Для Ранчо характерна достатня присутність малого бізнесу. Тут переважно невеликі, односімейні будинки, а також грандіозні житлові проекти на півдні. Ранчо має високий рівень злочинності та велику діяльність бандитських угруповань, таких як Los Santos Vagos і Varrios Los Aztecas. Район межує північ від Строберрі, на південному сході — з районом Сайпресс-Флетс, північному сході — з районом Ла-Меса, але в заході — з містом Девіс. Прототипи району у реальному житті. Район заснований насамперед на районах Флоренція та Уоттс, що у місті Лос-Анджелес.
- Чемберлен-Хіллз (англ. Chamberlain Hills) - невеликий район, розташований у південній частині Лос-Сантоса, Округ Лос-Сантос, Сан-Андреас. Чемберлен-Хіллз - район з низьким рівнем доходів та високою злочинністю. Площу району зайнято малозабезпеченими житловими будинками, населеними членами банди The Families. Межує з районом Строберрі на півночі, Ла-Пуерта на заході та містом Девіс на сході. Назва «Чемберлен-Хіллз» заснована на назві «Болдуін-Хіллз», тоді як сам район нагадує співтовариство Болдуін-Вілледж у районі Креншоу, Лос-Анджелес.
- Беннінг (англ. Banning) - невеликий промисловий район у Південному Лос-Сантос, розташований на південь від Девіса, Ранчо та Maze Bank Arena і на схід від Міжнародного аеропорту Лос-Сантос. Беннінг є невеликим промисловим районом. Ім'я району є посиланням на Phineas Banning High School в Вілмінгтон, який є однією громад Лос-Анджелеса.
- Ла-Пуерта, в минулому Лос-Пуерта (англ. La Puerta) - район у південному Лос-Сантосі, Сан-Андреас, США. Ла-Пуерта була, перш за все, промисловою зоною, що характеризується наявністю старих будівель і магазинів. Є кілька складів, що розташовані на північній стороні Ла-Пуерта; ці склади не є особливої ролі, крім того, що є центрами діяльності банди. Південна околиця Ла-Пуерта набагато розвиненіша через наявність Maze Bank Arena і автомобільних доріг, які ведуть до аеропорту міста. Завдяки своєму розташуванню, водії, які виїжджають з території міжнародного аеропорту Лос-Сантос, обов'язково проїжджають через Ла Пуерта спочатку, перш ніж їхати рештою міста. Район Ла Пуерта заснований на районі Марина-Дель-Рей.
- Беннінг (англ. Banning) - невеликий промисловий район у Південному Лос-Сантос, розташований на південь від Девіса, Ранчо та Maze Bank Arena і на схід від Міжнародного аеропорту Лос-Сантос. Беннінг є невеликим промисловим районом. Ім'я району є посиланням на Phineas Banning High School в Вілмінгтон, який є однією громад Лос-Анджелеса.
- Елізіан-Айленд (англ. Elysian Island) - Промисловий район в порту Лос-Сантоса. На території острова знаходиться Морський Порт Лос-Сантоса і Pier 400, а також безліч верфей та складів. Зв'язок із материком проходить через шосе Ла-Пуерта та шосе Елізіан-Філдс. Район межує з Терміналом на південному сході, з Сайпрес-Флетс на північному сході, з Беннінгом на півночі, з Maze Bank Arena на північному заході та з Міжнародним аеропортом Лос-Сантос на заході. Елізіан-Айленд, мабуть, управляється Merryweather, оскільки на острові завжди можна зустріти невеликий загін найманців, що патрулює військово-морський порт. Якщо потрапити на територію військової верфі, гравець отримає чотири зірки розшуку. У її південній частині можна знайти військовий гелікоптер: Buzzard або Cargobob. Прототипом району є Термінал-Айленд, Лос-Анджелес.
- Термінал (англ. Terminal) - район у порту Лос-Сантоса. Цей район є промисловою зоною, наповненою морськими контейнерами та складами. Також тут знаходиться один із уривків листів, пов'язаний із таємницею смерті Леонори Джонсон. Район, швидше за все, заснований на Порту Лонг-Біч.
- Східний Вайнвуд (англ. East Vinewood) - район, розташований в Лос-Сантосі, округ Лос-Сантос, Сан-Андреас, США. Східний Вайнвуд – район проживання середнього класу. Це район, що розвивається: тут ведеться будівництво, процвітає торгівля. Назва району заснована на Східному Голлівуді та базується на таких областях, як Лос-Феліс, Ехо-Парк та Сільвер-Лейк у Лос-Анджелесі, штат Каліфорнія.
- Міррор-сквер (англ. Mirror Park) - приміський район і парк у грі Grand Theft Auto V, розташований в Лос-Сантосі, округ Лос-Сантос, штат Сан-Андреас. Межує з Татавіамськими горами на сході, Мур'єта-Хайтс на півдні, Гоночною трасою Вайнвуда на півночі, і з районом Східний Вайнвуд на заході. Мірор-Парк - спальний район середнього класу з декількома розкішними будинками. Більшість будинків у районі розташовані навколо парку або на північ, деякі будинки знаходяться в стадії будівництва. Багато будинків у цьому районі здаються в оренду компанією Wolfs International Realty, ймовірно, це елітне житло. Їзда велосипедом має тут поширене явище. Мірор-Парк, як і Східний Вайнвуд, є домом для хіпстерів, що їздять на Issi та п'ють каву Bean Machine. Район заснований на Ехо-Парку та Сілвер-Лейк, Лос-Анджелес, а також на Ньюбері-Парк, округ Вентура. План району Мірор-Парк досить простий. У центрі розташований сам парк. Вулиці, що оточують парк, мають багато будиночків. У східній частині Мірор-Парку є житлові проекти, розташовані на тупикових дорогах, подібних до Гроув-стріт. У південно-східній частині є вулиці, де розташовані різні підприємства; це сфера комерції. На території району можна знайти АЗС Limited LTD Service. Крім того, на півночі розташоване одне з двох основних джерел річки Лос-Сантос. Біля річки можна знайти працівників з технічного обслуговування. Область заснована на Ехо-Парку та прилеглих до нього околицях (Сілвер-Лейк), Лос-Анджелес, а також на Ньюбері-Парк, округ Вентура.
- Ла-Меса (англ. La Mesa) - район у місті Лос-Сантос, Округ Лос-Сантос, Сан-Андреас, США. Ла-Меса, як і інші райони Східної частини Лос-Сантоса, є, в першу чергу, промисловим районом з наявністю шляхопроводу. Тим не менш, на відміну від інших областей, Ла-Меса, здається, більш розвиненою, можливо, через вплив недалеко розташованого Мірор-Парку. У Ла-Меса не дуже великий вплив банд. Ла-Меса, як і раніше, має бідний квартал із занедбаними заводами та складами. Тим не менш, наявність Los Santos Customs показує, що росте росте повільно і не дуже швидко вибирається зі злиднів. У Ла-Меса є лише одна основна дорога, яка проходить прямо через центр району, з кількома невеликими вулицями, що відходять від основної. Головна дорога йде з півночі на південь, нею можна проїхати з Мірор-Парк до Сайпрес-Флетс. Ла-Меса знаходиться в безпосередній близькості від річки Лос-Сантос. Інші дороги в Ла-Меса можуть призвести до зливової каналізації або на околицю міста. Район заснований на регіонах міста Лос-Анджелес Монтесіто-Хайтс та Ель-Серено.
- Сайпресс-флетс (англ. Cypress Flats) - промисловий район, розташований в Лос-Сантосі, округ Лос-Сантос, Сан-Андреас. Сайпрес-Флетс — виключно промисловий район із безліччю заводів, складів та представників малого бізнесу. Район розташований на берегах річки Лос-Сантос. Прототипом району є Лонг-Біч.
- Мур'єта-Хайтс (англ. Murrieta Heights) - район у південно-східній частині Лос-Сантоса, округ Лос-Сантос, Сан-Андреас. Мур'єта-Хайтс — насамперед, житловий район із промисловістю та перетином автострад. Район разом з рештою Східного Лос-Сантоса є одним з найвищих районів міста через свою близькість до Татавіамських гор. За етнічною ознакою район є іспаномовним, оскільки район є кублом для кількох латиноамериканських банд. На географію та місцевість Мур'єта-Хайтс сильно вплинули Бойл-Хайтс, що в Каліфорнії, та його менші околиці.
- Маленький Сеул (англ. Little Seoul) — район географічно розташований у центрі мегаполісу, який став місцем проживання середнього класу переважно з етнічних меншин, переважно іммігрантів з Азії, зокрема, з обох Корей.
- Морнінгвуд (англ. Morningwood) - район у місті Лос-Сантос, округ Лос-Сантос, Сан-Андреас, США. Морнінгвуд описується як один із найчистіших районів у місті Лос-Сантос. Основу пейзажу району складають великі, красиві особняки та безліч висококласних підприємств, таких як G&B. У Монінвуді нерідкі спортивні автомобілі, наприклад Bullet. Більшість мешканців ведуть розкішний спосіб життя, визначений дорогим одягом та житлом. Загалом Монінвуд багатий і мирний район. Прототипом району є Вествуд.
- Дель-Перро (англ. Del Perro) - престижний житловий район у місті Лос-Сантос, Округ Лос-Сантос, Сан-Андреас, США. Дель-Перро широко відомий своїми пляжами та всесвітньо відомим Pleasure Pier. У Дель Перро знаходиться безліч дорогих будинків, і на пляжі можна побачити туристів, що гуляють уздовж пірсу. Багато людей засмагають на пляжі або будують замки із піску. Дель Перро заснований на місті Санта-Моніка, штат Каліфорнія. Назва Del Perro перекладається як собака з іспанської мови. Це, швидше за все, є посиланням на прізвисько Санта-Моніки - Dogtown.
- Беклот-Сіті (англ. Backlot City) - маленьке місто і район у Лос-Сантосі, округ Лос-Сантос, Сан-Андреас, США. Цей район є закритим, єдиною компанією у районі є Richards Majestic Productions. Прототипом району є Калвер-Сіті.
- Канали Веспуччі (англ. Vespucci Canals) - район у місті Лос-Сантос і система водних шляхів, що знаходиться в макрорайоні Веспуччі, агломерація Великий Лос-Сантос. Район включає кілька житлових будинків, побудованих на невеликих островах, оточених водою. Прилегла територія не дуже велика, але жити тут дуже престижно, незважаючи на те, що це південно-центральна частина міста. Канали Веспуччі є домом для багатьох заможних людей, які хочуть жити поряд з пляжем, а також люблять мальовничі штучні іригаційні системи. Самі канали не дуже глибокі, завдяки цьому люди не тонуть, тоді як відволікаються, використовуючи свої нові телефони iFruit. Канали виділяються з інших областей у Веспуччі, ймовірно, через елітне житло. На жаль, як і всі інші багаті місця в Лос-Сантосі, тут постійно зависають туристи, проїжджаючи на спортивних автомобілях, чим псують нерви місцевим мешканцям. Всі будівлі в районі призначені лише для побутового використання та є малоповерховими. У північній частині району протікає підземний канал, що у Тихий океан. Прототипом каналів Веспуччі є Венеції.
- Веспуччі-Біч (англ. Vespucci Beach) - пляж і район, розташований біля району Веспуччі, Лос-Сантос, округ Лос-Сантос, Сан-Андреас. Скопійований з реально існуючого Venice Beach, що в Лос-Анджелесі. Це місце також з'являлося у Grand Theft Auto: San Andreas під назвою Верона-Біч. Він розташований на околицях Pleasure Bay. На пляжі знаходиться зона відпочинку Venice Beach Park, а також спортивний зал Muscle Sands Gym.
- Дель-Перро-Біч (англ. Del Perro Beach) - великий пляж, розташований в Дель-Перро, Лос-Сантос, показаний у грі Grand Theft Auto V. На південний схід від Дель-Перро-Біч знаходиться Веспуччі-Біч. Del Perro Pier є бар'єром, що відокремлює Дель-Перро-Біч від Веспуччі-Біч. Прототипом послужив пляж Санта-Моніки. Дель-Перро-Біч, на відміну від сусіднього Веспуччі-Біч, набагато менш людне місце. В результаті тут менше рятувальних пунктів, розкиданих по пляжу. Дель-Перро-Біч може бути описаний як пляж розваг, де люди можуть погуляти зі своїми собаками замість загоряння під яскравим сонцем. Вночі пляж майже повністю порожній, тільки кілька волоцюг зібратися навколо багаття, щоб погрітися.
- Maze Bank Arena - велика спортивна арена в однойменному районі. Вона є домом для баскетбольної команди Los Santos Panic та місцем, де проводяться кастинги для реаліті-шоу «Fame or Shame». Стадіон продали компанії Maze Bank, яка також володіє Maze Bank Tower.
- Міжнародний аеропорт Лос-Сантос (англ. Los Santos International Airport, LSX, или LSIA) - один з найбільших і найбільш завантажених аеропортів світу. Найвідоміша споруда міжнародного аеропорту — ресторан.

## Транспорт

### Всесвіт 3D

#### Інфраструктура
Місто має найбільшу в штаті мережу доріг, у тому числі кілька автотрас:
- Починається з селища Монтгомері і робить півколо через Паломіно Крик і входить в місто в районі Лас Колінас, а далі через Іст Біч, порт Оушн Докс, Міжнародний аеропорт Лос-Сантоса, Вердент Блафс, Верона-Біч і Санта-Марія-Біч, після чого повертає до Малхолланду і Вайнвуду і закінчується на перехресті Малхолланд.
- Починається в Міжнародному аеропорті Лос-Сантоса і по прямій проходить через всі землі і міста Ред Каунті дор перехрестя Малхолланд. Ця траса дозволяє повернутися на першу, оминаючи Айдлвуд і Гантон, виїхавши до Іст-Біч.
- Шосе бере свій початок в кінці тунелю Малхолланд і йде безпосередньо до міста Сан-Фіерро через Ангел Пайн і Тисячолітні гори.

#### Залізниця Brown Streak
В місті є дві залізничні станції, що сполучені із залізницею штату Сан-Андреас і перевозитять пасажирів і вантажі по всім трьом містам.
Перша станція — Юніті розташована в районі Ель-Корона і відома через велику кількість Лоурайдерів. Сама станція велична на вигляд, з великою, але недоступною будівлею терміналу на північній стороні шляхів і продуманим плануванням. Станція має дві платформи на відгалуженні від магістралі, одна з яких веде до депо, а дві інші йдуть зі сходу на захід головною лінією. Обидві платформи з'єднані підземним тунелем на західному кінці території станції, а на західній стороні будівлі вокзалу є захищена та обгороджена площа. Укрита лише південна платформа. Гравець може поповнити своє здоров'я або вгамувати голод у торгових автоматах Sprunk навколо станції. Прототипом станції стала Станція Юніті у Лос-Анджелесі. 
Друга станція — Маркет, що знаходиться в однойменному районі. Станція Маркет є частиною залізниці Brown Streak, яка обслуговує район Маркет на заході Лос-Сантоса. Розташування під землею робить цю станцію єдиною підземною станцією залізниці Brown Streak. Це одна із двох залізничних станцій у Лос-Сантосі, друга — Станція Юніті. Через станцію проходять дві залізничні лінії, але потяги використовують лише лінію, що примикає до платформи. Вона складається з великого вестибюлю на рівні вулиці, що веде до єдиної двонаправленої платформи. Прототипом станції стали станції Червоної лінії метрополітену Лос-Анджелеса.

#### Міжнародний аеропорт Лос-Сантоса
Міжнародний аеропорт Лос-Сантоса розташований в південній частині міста. Є прототипом реального Міжнародного аеропорту Лос-Анджелесу (LAX). Аеропорт вважається як «четвертий найбільш завантажений аеропорт у світі». В аеропорту завжди припарковані Shamal і Dodo, а багажні візки та буксири або припарковані, або роз'їжджають часто разом з іншими транспортними засобами. Гравець не може дослідити аеропорт, але інтер'єр аеропорту можна побачити у вступній місії, також він не може отримати доступ до злітно-посадкової смуги до завершення школи пілотів та отримання ліцензії пілота. Хоча можна нелегально проникнути на ЗПС, наприклад, застрибнувши на будівлю охорони і зістрибнувши з іншого боку або за допомогою транспорту. Гравець може придбати квитки на рейси авіакомпанії Juank Air в аеропорти Лас-Вентурас та Істер-Бей за 500$.

#### Порт Океанські доки
Лос-Сантос має великий порт Океанські доки, на південному сході міста, за аеропортом. Він є головним портом в Лос-Сантосу і є прототипом реального порту Лос-Анджелеса. Порт розташований у районі Вілловфілд в промисловій зоні, де є склад Національної гвардії, яка містить багато цінної військової зброї.
Океанські доки частково знаходиться на острові і частково на материку між якими пролягають три сполучні містки. Якість автошляхів в цьому районі є погана, але порт має хороші зв'язки з автотрасою в Лос-Сантос, що проходить поруч. Крім того порт маює невелике залізничне депо, що сполучається зі станцією Юніті.

### Всесвіт HD

#### Залізниця
Тут так як і в Grand Theft Auto: San Andreas, через штат Сан-Андреас проходить залізнична лінія.

#### Міжнародний аеропорт Лос-Сантоса
Тут так як і в Grand Theft Auto: San Andreas, розташовується Міжнародний аеропорт Лос-Сантоса розташований в південній частині міста. Є прототипом реального Міжнародного аеропорту Лос-Анджелесу (LAX). еропорт має три злітно-посадкові смуги, одну в західній частині, яка використовується для малих літаків бізнес-класу і дві в південній частині, які використовуються для великих комерційних літаків. GTA V - перша гра у всесвіті HD, в якій гравці можуть побачити літаки зльоту та посадки на своїх власних, а також перша гра у всесвіті HD, в якій можна повністю керувати великими комерційними реактивними літаками Jet, заснованими на Boeing 747. Тут також можна знайти деякі недоступні менші авіалайнери, в яких змішані деякі елементи A320 та Boeing 737 NG. Літаки в аеропорту належать кільком авіакомпаніям, на відміну від інших аеропортів у серії, де можна було побачити тільки літаки, що належать одній конкретній авіакомпанії. Стороннім на територію аеропорту вхід заборонено, і проникнення призведе до тризіркового рівня розшуку, якщо гравець не купує ангар або Франкліном або Майклом, яким гра дозволяє володіти ангаром. Тревор взагалі не може законно проникнути на територію аеропорту. Спецслужба NOOSE має філію тут. Існує високий рівень захисту на в'їздах в аеропорт із системою відеоспостереження та озброєною охороною на всіх автомобільних КПП. Вхід та під'їзна дорога до пасажирського терміналу патрулюється поліцейськими, зазвичай озброєними гвинтівками. Зовнішній вигляд відображає вплив на нього екстер'єру Міжнародного Аеропорту Лос-Анджелес, з подібним розташуванням доріг та будівель, що є майже точною копією аналогічних локацій прототипу. Дві U-подібні дороги, що одна перекриваються іншою на верхньому рівні, йде від Міжштатної автомагістралі 5 і робить коло у основних 4 терміналів аеропорту та двох великих доступних гаражів. Також у аеропорту у 4 терміналу є автобусна зупинка де вони інколи зупиняються щоб забрати пасажирів Диспетчерська вежа розташована між цими гаражами. Вони оточені декількома легкими вежами, на основі тих, що знаходяться в аеропорту Лос-Анджелеса. Opium Nights та Von Crastenburg Hotel можна знайти на північ від дороги. Є чотири під'їзди до аеропорту, розташовані неподалік доріг, які автоматично відкриваються в одиночній, але закриті в GTA Online. Є також кілька входів до підземного трамваю.

#### Швидкісний трамвай The Arrow
У місті діє швидкісний трамвай. Він належить транспортній компанії Los Santos Transit, обслуговує 11 підземних і наземних станцій лінії «Стріла», одна з яких закрита через будівельні роботи. Реальним прототипом трамвая є трамвайний поїзд Siemens. Тут діють такі станції, як Пуерто-Дель-Сол, Пілбокс-Саут, Пілбокс-Норт (закрита), Маленький Сеул, Дейвіс, Бертон, Портола-Драйв, Строберрі, Дель-Перро, LSIA-Паркінг та LSIA-Термінал 4.

#### Порт Лос-Сантоса
Це великий морський порт міста. Порт розташований у південній частині Лос-Сантоса, на схід від аеропорту Лос-Сантос Інтернейшнл. Частина порту управляється військовою компанією Merryweather Security. Порт Лос-Сантоса є найбільш жвавим портом у США, а й у всій Америці. Ряд компаній штату Сан-Андреас здійснюють операції в порту. У порту знаходиться гараж компанії Bugstars Pest Control. Порт розділений на два райони: Елізіан-Айленд – де розташовані Pier 400, верфі, а також різні склади. Термінал - морський контейнерний термінал та склади.

## Визначні пам'ятки

### Всесвіт HD

#### Пам'ятки
Так як Лос-Сантос є прототипом Лос-Анджелесу, то розробники гри внесли в нього всі основні пам'ятки реального міста, у тому числі Алею слави, Shrine Auditorium, Watts Towers, Башта Банку США, Westin Bonaventure Hotel, Знак Голлівуду (У грі має назву Вайнвуд), Los Angeles City Hall, Міжнародний аеропорт Лос-Анджелес, Форум Лос-Анджелесу, Twin Towers Correctional Facility, Родео-Драйв і Пірс Санта-Моніка. Крім того у місті присутньо багато реальних Лос-Анджелеських хмарочосів, таких як Two California Plaza, Gas Company Tower, хмарочос Biltmore Hotel Office, Century Plaza Hotel (має назву Rodeo Hotel у грі), Rodeo Drive Shops, Sunset Vine Tower та ін. Також Лос-Сантос, як Лос-Анджелес, страждає від смогу. Це можна побачити над центром Лос-Сантосу протягом усього дня, а також багатьох інших районах міста.

#### Символи міста
Символами міста Лос-Сантосу є:
- Бульвар Вайнвуд
- Знак Вайнвуда
- Вежі Ранчо
- Vinewood-Sign-Background
- Faswan
- Sightings Bar & Restaurant
- Tequi-la-la

#### Хмарочоси та ділові будівлі
У Лос-Сантосі розташовані такі хмарочоси та ділові будівлі, як:
- 3 Alta Street Tower
- 707 Vespucci
- Arcadius Business Center
- Badger Building
- Little Seoul Tower
- Lombank Building
- Lombank Tower
- Maze Bank Tower
- Mile High Club (у стадії будівництва)
- Penris Building
- Richards Majestic Tower
- Schlongberg Sachs Center
- Union Depository
- WIWANG Tower
- Штаб-квартира ФРЛ
- Штаб-квартира ЦРУ

#### Готелі
У місті розташовані такі готелі, як:
- Banner Hotel & Spa
- The Emissary
- Generic Hotel
- Gentry Manor Hotel
- Hookah Palace
- Opium Nights
- Pegasus Concierge Hotel
- Richman Hotel
- Rockford Dorset Hotel
- Vinewood Gardens Hotel
- Von Crastenburg Hotel

#### Житлові будинки
У місті розташовані такі відомі житлові будинки, як:
- Dream Tower
- Eclipse Towers
- Kayton Towers
- Tinsel Towers
- Weazel Plaza

## Соціальна сфера

### Всесвіт HD

#### Охорона здоров'я
У місті діють такі заклади охорони здоров'я, як:
- Центральний Лос-Сантоський медичний центр
- Медичний центр гори Зона
- Медичний центр Піллбокс-Хілл
- Лікарня Св. Фіакра
- Eclipse Medical Tower

#### Правоохоронні органи
Департамент поліції Лос-Сантоса (LSPD) забезпечує правопорядок у мегаполісі та його околицях. Прототипом є Департамент поліції Лос-Анджелес. Девіз організації, - «Скоріться і виживайте» - написаний на дверях поліцейських автомобілів, відображає корумпованість місцевого поліцейського департаменту і почуття безкарності серед поліцейських Лос-Сантоса. На відміну від департаменту поліції Ліберті-Сіті, автомобільний парк яких складається з Police Patrol, колеги з Лос-Сантос використовують нові Vapid Police Cruiser, а також Vapid Interceptor, але в них як і раніше продовжує використовуватися Police Maverick. LSPD звинувачується у корупції та численних актах расизму, як і його попередник, та реальна поліція Лос-Анджелеса

#### Освіта
У Лос-Сантосі розташовано кілька шкіл та вищих навчальних закладів. Найбільш відомим вузом Республіки Сан-Андреас є Університет Сан-Андреаса, де навчаються найбагатші студенти, майбутні кар'єристи. У Лос-Сантосі є і початкова школа, де обов'язково навчаються діти молодшого шкільного віку. Сью Маррей, кандидат на посаду губернатора штату, колись була викладачем початкової школи. В інкорпорованому місті Девіс є вища школа.

#### Комунальні підприємства
У Лос-Сантосі працює кілька підприємств, які обслуговують інфраструктуру міста та його населення:
- Лос-Сантоський департамент у справах споживачів
- Лос-Сантоський департамент природної енергії
- Лос-Сантоський департамент електроенергії
- Лос-Сантоський департамент води та енергії
- Лос-Сантоський департамент санітарії
- Лос-Сантоський департамент вітряної енергії

#### Муніципальна влада
У місті діють такі заклади муніципальної влади:
- Будівля суду Девіса
- Сіті-Холл Лос-Сантоса
- Сіті-Холл Рокфорд-Хіллз
- Сіті-Холл Дель-Перро

## Культура та відпочинок

### Всесвіт HD

#### Культура
До епохи інтернету люди відвідували театри мегаполісу, ходили до кінотеатрів подивитися прем'єру фільму. Ці театри були збудовані у XX столітті і стали відомі разом із кіноіндустрією Вайнвуда. Також у місті були дуже популярні різні музеї та галереї.
- Betsy O'Neil Pavilion (Dorothy Chandler Pavilion)
- Doppler Cinema (Hollywood Pacific Theatre)
- Kortz Center (Getty Center)
- Oriental Theater (TCL Chinese Theater)
- San Andreas Gallery of Modern Art (SAGMA)
- Театр «Сізіфус» (Greek Theatre)
- Ten Cent Theater (Million Dollar Theater)
- Tivoli Cinema (Fox Bruin Theater)
- Valdez Theater (Wiltern Theater)
- Whirligig Theater (El Capitan Theater)

#### Спорт
У місті діють такі спортивні команди, як:
- Бейсбольний клуб «Boars»
- Бейсбольна команда «LS Squeezers»
- Футбольна команда «LS Pounders»
- Лос-Сантос Коркерс
- Бейсбольна команда «Feud»
- Хокейна команда «Los Santos Kings»
- Баскетбольна команда «Los Santos Panic»
- Футбольна команда «LS Benders»
- Футбольна команда «U.C.L.S. Bookworms»
- San Andreas Magnetics
- Футбольна команда «LS Jardineros»
- Баскетбольна команда «Los Santos Shrimps»